# A nulla paritása
A nulla páros szám, mert kielégíti a „páros számnak lenni” nevű tulajdonságot, azaz a kettő egész számú többszöröse, nevezetesen a kettő nullaszorosa. A számok fogalmi történetében a nullának külön saját fejezete van, mivel viselkedése sajátos.
Ezt szemlélteti a következő példa, ami a többszörös szó köznyelvi és matematikai használata közti különbségre mutat rá. Egy egész szám többszöröse abszolút értékben nem mindig nagyobb az eredeti számnál: az egyszerese ugyanannyi, a nullaszorosa pedig nulla. Mégis, definíció szerint ez utóbbi két esetben is többszörösről beszélünk.

## Nézőpontok
Egy matematikai fogalom pontos definíciója megegyezésen alapul. Egyes definíciókat úgy alkottak meg, hogy kizárjanak egyes nem triviális példákat.
A nulla párossága konvenciónak is tekinthető, hiszen a párosságot lehetne úgy is definiálni a természetes számok körében, hogy a páros számok a kettő pozitívegész-szeresei. Minden konvenció esetében felvethető, vizsgálható, hogy hasznos-e, fölösleges-e, vagy esetleg egyenesen káros. A vizsgálatok azt mutatják, hogy a nulla paritása mint konvenció egyrészt nagyon hasznos és kézenfekvő tudományos szempontból, másrészt pszichológiailag nehezen elfogadható. Nem elfogadhatatlan ugyan, de számos előnye mellett is, nem mindenki érzi természetesnek. A problémának emiatt nagy a jelentősége az oktatásban.

### Történeti áttekintés
Nehéz megmondani, hogy ki vizsgálta elsőként a nulla paritását, de azt tudjuk, hogy a páros-páratlan tulajdonság már a nulla bevezetése előtt ismert volt. A történeti fejlődés párhuzamba állítható a gyerekek fogalmi fejlődésével.
Az ókori görögök általában a kettőt tekintették az első páros és a hármat az első páratlan számnak (a nullát nem is ismerték), de néhányuk nem ismerte el, hogy a kettő páros. Az egyet nem tekintették számnak, hanem a számok alkotójának, ezért úgy gondolták, hogy páros és páratlan is, ezáltal nem igazán páros és páratlan. Ez a duális természet metafizikai kellemetlenségekhez vezet; egy történész szerint elkerülhették volna ezt a kellemetlenséget, ha ismerték volna a nullát.
A nulla algebrai tulajdonságaival Brahmagupta foglalkozott elsőként rendszeresen. Két modern szerző szerint nem sokkal később ind matematikusok felismerték a nulla páros voltát. Egy közgazdasági könyv ezt az állítást Brahmagupta kortársainak tulajdonítja, míg egy történelmi regény szerint al-Hvárizmi arab matematikus nevezte elsőként párosnak a nullát, amikor a kalifával vitázott a sifr számról. Ezek a szerzők nem idézik forrásaikat, ezért nehéz megerősíteni őket. Az újkorban először Stephen Chase könyvében, az A Treatise on Algebrában jelent meg 1849-ben.

### Szaktudományos jellegű negatív érvek a párosság mellett
Lehetséges lenne újradefiniálni a páros tulajdonságot a nulla kizárásával, ez azonban, amellett, hogy kézzelfogható előnyt nem adna, számos hátránnyal járna. Az új definícióval például bonyolultabbá válnának még a legegyszerűbb tételek is, ahogy az a páros és páratlan számokkal való számolás példája mutatja. A legfontosabb (a nulla párosságának konvencióját elfogadó) szabályok az összeadásra, kivonásra és szorzásra vonatkoznak:
- páros ± páros = páros
- páratlan ± páratlan = páros
- páros × egész = páros

Megfelelő számokat helyettesítve nullát kapunk a jobb oldalon:
- 2 − 2 = 0
- −3 + 3 = 0
- 4 × 0 = 0

A paritás újradefiniálásával az előbbi szabályok már nem teljesülnek. Ha most a nullát nem tekintjük sem párosnak, sem páratlannak, akkor a szabályok így változnak meg:
- páros ± páros = páros, vagy nulla
- páratlan ± páratlan = páros, vagy nulla
- páros × nem nulla egész = páros[8]

A nulla páros voltának eltörlése megköveteli ezeket a kivételeket. Ha úgy akarjuk kiterjeszteni a paritást, hogy továbbra is teljesüljenek azok a tulajdonságok, mint amik a pozitív egész számokra fennállnak (permanenciaelv), akkor a nullát párosnak kell tekintenünk a szokásos definíció szerint.
Rengeteg olyan, a „párosok összege páros” tételek nehézségét meghaladó eredmény van a számelméletben, amik megkövetelik a páros számok szokásos aritmetikai és algebrai tulajdonságait, ezért a nulla paritásának eltörlése messzemenő következményekkel járna. Például a számok kanonikus alakjának, más néven prímtényezős felbontásának egyértelműsége azt jelenti, hogy ebből az alakból meghatározható, hogy a szám páros-e, vagy páratlan. Az egy prímtényezős alakja üres szorzat, mert az egynek nincsenek prímtényezői, minden prím a nulladik hatványon szerepel, így a kettő is. A nulla páros volta miatt az egynek páros sok különböző prímtényezője van. Ebből következik, hogy a Möbius-függvény az egy értéket veszi fel: μ(1) = 1, amivel multiplikatív tulajdonságú lesz, ami azt jelenti, hogy μ(ab) = μ(a)μ(b) minden pozitív a, b egészre. Ugyanezért működik a Möbius-féle megfordítási formula is. A Möbius-függvénynek ez a tulajdonsága belejátszik a Mertens-függvény értékébe is, ami az
{\displaystyle M(n)=\sum _{1\leq k\leq n}\mu (k)}
összefüggéssel határozható meg.

### Pozitív jellegű érvek a párosság konvenciója mellett
Ha többszörösnek tekintjük a nullaszorosokat is a természetes számok körében mozogva, akkor a nulla e definíció szerint páros, hiszen 0 = 2×0. Míg az egész számok additív csoportjában a nulla neutrális elem, azaz a vele végzett összeadás nem változtatja meg a másik összeadandót, addig – ebből a tulajdonságból következően – az egész számok multiplikatív, reguláris félcsoportjában zéruselem, azaz a vele végzett szorzás minden számot nullává tesz: 0×z = 0, speciális esetben, ha z=2, akkor 0×z = 0×2 = 0. Emiatt a nulla minden egész számnak többszöröse (a kettőnek is, tehát páros), avagy a nullának minden egész szám az osztója (a kettő is, tehát a nulla páros).

### Kogníciós problémák a nulla paritásával
Pszichológiailag tekintve a nulla a legkevésbé páros. Páros voltát a legtöbb ember nagyobb reakcióidővel állapítja meg, mint más páros számokét, sőt: sokszor még a tanulók és a tanárok sem érzik természetesnek a nulla paritását, és hajlanak arra a hitre, hogy a nulla nem páros, és nem páratlan, hasonlóan ahhoz, hogy nem negatív, és nem pozitív; vagy, hogy páros is, és páratlan is. A matematikatanítás egyes kutatói egyetértenek abban, hogy ezek a tévhitek abból adódnak, hogy nem beszélnek erről eleget, és nem is gyakorolják. Az olyan állítások, hogy {\displaystyle 0\times 2=0}, segítik a tanulókat abban, hogy a nullát számként kezeljék, és számoljanak vele. Míg magát a nullát sikerül megérteni, addig paritásának felismerése egy korai példa arra, hogy az ismerős fogalomból elvonatkoztatással egy absztraktabb, új, kevésbé természetes fogalmat hozzanak létre.

A Scaling analysis of reaction times, showing separation of 0

#### Dehaene kísérletei
Dehaene kísérletei nem a nullával kapcsolatos számérzék felmérését szolgálták, hanem a paritás feldolgozásáról akartak információt szerezni. A mentális kalkuláció hipotézise szerint gyorsan kell reagálni a nullára, ami kicsi szám, és amivel könnyen lehet számolni. A felmérések szerint könnyű a nullával szorozni, de nehéz kiválasztani a nullát, mint a művelet javasolt eredményét. A kísérletek eredménye szerint valami más történik: a paritást ahhoz hasonló tulajdonságként kezelik, mint a kettőhatványt, vagy a prímséget. Akárcsak a páros számok, a pozitív kitevőjű kettőhatványok sorozata olyan mentális kategória, amiben csupa páros szám szerepel. A nulla egyikben sem szerepel, ezért a válaszadás lelassul.
A kísérletet megismételték különböző nyelvi, nemzetiségi háttérrel, különböző írásirányokkal, 17-53 évesekkel, a számokat arab számjegyekkel, betűkkel, és tükörírással írva. Dehaene és társai egy fontos tényezőt találtak: a matematikai jártasságot. Egyik kísérletükben alanyaik az École Normale Supérieure hallgatói voltak: bölcsészhallgatók, matematikahallgatók és természettudományokat tanulók. A nulla páros voltának eldöntésekor a bölcsészcsoportban lényeges lelassulást tapasztaltak; továbbá néhányuknak újra fel kellett idézniük a matematikai definíciót, mert bizonytalanok voltak benne.
A nulla párosságát elfogadó felnőttek sem mind érzik ezt a tényt egészen természetesnek. Lelassul a reakcióidejük a többi páros számhoz képest, és hibákat ejtenek, amikor a nulla paritásáról kell dönteniük. A kísérletben a számokat számjegyekkel vagy betűkkel kiírva vetítik a kísérleti alanyok elé, és a számítógép feljegyzi a kivetítés és a gomb lenyomása közötti időt. Az első kísérleteket Stanislas Dehaene végezte az 1990-es évek elején. Kimutatták, hogy a nulla páros voltát nehezebb eldönteni, mint a többi számét. A kísérlet egyes változatai 60 ezredmásodperces, vagy 10%-os késést jeleztek; ez kicsi, de szignifikáns.

## Az oktatásban
Egy szám páros, ha 2 egész számú többszöröse. A nulla egész számú többszöröse 2-nek, ezért a nulla páros.
Matematikai szempontból nincs szükség további bizonyításra, de ez a tény további magyarázatra szorul, az első három osztályban a gyerekek ugyanis nem értik a fenti definíciót. Vannak olyan tanulók, akik ekkor még nem ismerik az egész szám fogalmát, és azt sem tudják, mit jelent a többszörös szó. A páros és a páratlan számok közötti különbségtétel önkényesnek látszhat a gyerek szemében. A számkör bővítésekor segíthet, hogy a párosság fogalmát nem lehet akárhogy kiterjeszteni.
A nulla páros voltának életkornak megfelelő magyarázata visszamegy a konkrét objektumok párba állítására. Hasonlóan szemléltethető a páros és páratlan számok váltakozása. Gyermeknek a nulla páros volta úgy szemléltethető legkönnyebben, hogy minden páros szám két páratlan közt helyezkedik el a számegyenesen, és a nulla is.
A nullával kapcsolatos hitek abból a meggondolásból is eredhetnek, hogy a nulla semmit jelent, és a semminek nincsenek tulajdonságai.

### Szemléltetés

Nincs piros maradék toll a nulla tollat mutató képen

Az általános iskolai tanítás elején tárgyak megszámlálására használják a számokat. Egy lehetőség a párosság fogalmára kettes csoportok képzése. Ha a halmaz összes elemének jut pár, akkor a tárgyak száma páros; ha egy kimarad, akkor nem.
A nulla az üres halmaznak felel meg, aminek nincs eleme. Nulla párt tartalmaz, és nem marad ki semmi, ezért a nulla páros. Mivel nulla páros elég rosszul mutat a rajzon, így jobb, ha az üres halmazt más halmazokkal hasonlítjuk össze.
Ha a számegyenesen különböző színűre színezzük a páros és a páratlan számokat, akkor megjelenik a minta:
A páros és a páratlan számok váltakoznak. Egy páros számtól elindulva mindig páros számokra lépünk, ha kettesével megyünk jobbra vagy balra, és semmi ok sincs arra, hogy átugorjuk a nullát.
Később, amikor a tanulók már ismerik a bonyolultabb műveleteket, akkor a párosságot be lehet mutatni azáltal, hogy minden egész szám kifejezhető {\displaystyle 2\times k+0} vagy {\displaystyle 2\times k+1} alakban, ahol k egész. Az 1 például páratlan, mert {\displaystyle 1=2\times 0+1}, és a nulla páros, mert {\displaystyle 0=2\times 0+0}.

### A tanulók ismeretei

%-os válaszok időre

A jobb oldali táblázat a gyermekek véleményét mutatja be a nulla paritásáról elsős koruktól hatodikos korukig. Az adatok Len Frobishertől származnak, aki brit iskolások körében végzett felméréseket. Frobisher azzal foglalkozott, hogy az egyjegyű számok paritásának ismerete hogyan befolyásolja a többjegyűekét, és a nulla nagy szerepet tölt be az eredményekben.
Csaknem 400 hétéves vizsgálata során 45%-uk válaszolt úgy, hogy a nulla páros. Egy későbbi felmérés további választási lehetőségeket ajánlott fel: egyik sem, mindkettő és nem tudom. Ezúttal az ugyanilyen idős gyermekek körében a nullát párosként azonosítók aránya 32%-ra esett vissza. A nullát párosként azonosítás képessége eleinte növekszik, majd a 3. és 6. iskolaév közt, amikor a gyermekek 50%-a képes rá, megáll. Összehasonlításként, a legkönnyebb feladat – az egyjegyű számok paritásának megállapítása – 85%-ban sikerül az ennyi időseknek.
Frobisher idézett néhány tanulói indoklást. Egy ötödikes szerint a nulla páros, mert megtalálható a kettes szorzótáblában. Néhány negyedikes észrevette, hogy a nulla két egyenlő részre osztható. Egy negyedikes szerint „az egy páratlan, és ha egyet lépünk lefelé, akkor páros számhoz jutunk.” Az interjúk feltárták a helytelen válaszokat eredményező félreértéseket. Egy másodikos egészen biztos volt abban, hogy a nulla páratlan, mert „azzal kezdődik a számlálás”. Egy negyedikes a nullát semminek vette, és szerinte nem páros vagy páratlan, hiszen „nem szám”.
Esther Levenson, Pessia Tsamir, és Dina Tirosh mélyebb vizsgálatokat végzett. Szembeállították a matematikán és a tapasztalaton alapuló indoklást. Ez utóbbira példa a következő eszmefuttatás a 14-ről:
„A motorkerékpár-garázs új gumiabroncsokat kap a gyártól. Minden motorhoz két gumiabroncs kell. Tegnap a gyárból 14 gumiabroncs érkezett, ami elég volt 7 motornak. Mivel nem maradt gumiabroncs, ezért 14 páros.”
A kutatók két hatodikost is megkérdeztek, akik jók voltak matematikából.
Johnny a matematikai magyarázatot, Miri a gyakorlatit használta először a 14-re, utána a nullára. Mindkét tanuló különböző okokból úgy gondolta először, hogy a nulla nem páros, és nem páratlan. Levenson és társai cikke a Journal of Mathematical Behaviorban részletezi ezeket az indoklásokat. Ezek az indoklások logikusan következnek a nulláról és az osztásról alkotott képükről.
Johnny kimutatta a közös mögöttes hibát: azt az elképzelést, hogy a nulla nem osztható el semmilyen számmal. Ez nem a nullával osztással való összetévesztés: a beszélgetés után értelmes osztásokat írtak a nulla felhasználásával. De a nulla oszthatatlanságáról alkotott véleményüket fenntartották: „eloszthatod a nullát kettővel, de nem kapsz semmi eredményt.” A továbbiakban az osztásról át kellett térni az összeadásra: 0 + 0 = 0.

### Egymás meggyőzése
Az érdeklődő tanulók néha megkérdik, hogy páros-e a nulla. Az Israel National Mathematics Curriculum arra emlékezteti az elsősöket tanítókat, hogy a nulla páros, de nem kell erről beszélni, hacsak nem hozza fel az osztály ezt a kérdést. Egy tanulmány szerzői egy 22 fős másodikos osztályt figyeltek meg:
„Volt egy kis vita a nulla páros voltáról. A tanulók meggyőzték azokat, akik bizonytalanok voltak. Első érvükkel a számokban megmutatkozó mintára hivatkoztak, arra, hogy a páros és a páratlan számok felváltva követik egymást. Mivel kettő páros, és egy páratlan, ezért a nullának párosnak kell lennie. Második érvük szerint, ha valakinek valamiből nulla dolga van, és két egyforma részre osztja, akkor mindkét részben ugyanúgy nulla dolog lesz.”
Egy másik, 22 fős harmadikos osztályban Deborah Ball vitát kezdeményezett páros és páratlan számokról. Az egyik lány azt mondta, hogy mások gondolatai sokat segítettek a megértésben, és most már elhiszi, hogy a nulla páros. Ugyanakkor egy másik tanuló eredetileg úgy gondolta, hogy a nulla páros, de elbizonytalanodott. Ball lényegesnek találta, hogy az utóbbi tanuló szívesen hallana többet erről a témáról. Mindketten tanultak valamit arról, hogyan értik meg a dolgokat.
Később, amikor a törtekről volt szó, Ball megkérdezte, hogy a matematikában el lehet-e dönteni bármit is szavazással. Az egyik tanuló visszautalt a nulla paritásáról szóló megbeszélésre:
Betsy: Tudok egy példát arra, hogy szavazással nem lehet matematikai tényekről dönteni. Például, amikor a nulláról beszéltünk, hogy páros-e, vagy páratlan, akkor sokan mondták, hogy páratlan, de bebizonyítottuk, hogy páros. A szavazás nem segített ebben, mert a válasz éppen az ellenkezője volt annak, mint amit a többség gondolt.
Tanárnő: Akkor hogyan tudtuk mégis meggyőzni magunkat?
Betsy: Mert megtaláltuk a mintát a számegyenesen, és látták, hogy a nulla nem lehet páratlan, mert az egytől, mint páratlan számtól elindulva páratlan, páros, páratlan, páros, páratlan, páros, és így tovább számokhoz jutunk, és ha az egytől nullára jutunk, akkor a nullának párosnak kell lennie, mert az egy páratlan.

### A tanárok ismeretei
Fontos, hogy a matematikatanárok megértsék a nulla páros voltát a többi alapvető tény között. A Michigan Egyetem matematikatanítás-kutatói egy kérdőíven rákérdeztek arra, hogy igaznak tartják-e „a nulla páros szám” állítást. 700 általános iskolai tanárt kérdeztek meg az Amerikai Egyesült Államokban 2000 és 2004 között. A kérdést a kutatók közismereti tudásként kezelték, ami független attól, hogy valaki a hagyományos módszerek híve, vagy a reformmatematikáé. Azt várták, hogy a tanárszakos órák elvégzése szignifikáns javulást eredményez a hallgatók eredményeiben, de nem ez volt a helyzet.
Sok tanár téved a nulla tulajdonságaival kapcsolatban, de nincsenek adatok arra, hogy hány: a Michigan-tanulmány nem publikált adatokat az egyes kérdésekről. Betty Lichtenberg, a matematikai neveléstudomány professzora a Dél-Floridai Egyetemen cikket írt A nulla páros szám címmel. A cikk az The Arithmetic Teacherben jelent meg 1972-ben. Ebben írt egy számolástanítási kurzusról, ahol a leendő általános iskolai tanárok beugratónak gondolta a a nulla páros szám állítást, és kétharmaduk hamisnak ítélte.
A kutatók összevetették a tanári és a tanulói hozzáállást. A Matematikatanárok Szövetségi Tanácsa (National Council of Teachers of Mathematics) által kiadott útmutatóban szerepel egy elsős érvelése a nulla páros voltáról: „Ha a nulla páratlan lenne, akkor a nulla és az egy két egymás melletti páratlan szám lenne. A páros és a páratlan számok váltakoznak, ezért a nulla páros.” Egy felmérésben 10 matematikatanár szakos főiskolai hallgatót kérdeztek meg, és egyikük sem tartotta ezt az indoklást matematikai bizonyításnak. Amikor megmondták nekik, hogy ez egy elsős ötlete, akkor egyetértettek azzal, hogy ez egy elsőstől elfogadható indoklás.

## Matematikai kontextus
A legtöbb intuitív indoklás ezeken a megfigyeléseken alapszik:
- A nulla nem páratlan
- A nullának párosnak kell lennie, hogy megmaradjon a páros és a páratlan számok váltakozása
- A nullának párosnak kell lennie, hogy megmaradjanak a páros számokra jellemző algebrai összefüggések
- A nulla páros, mert az üres halmaz két egyforma részre osztható
- A nulla páros, mert osztható kettővel, ahogy bármely más számmal

Ugyanezek figyelhetőek meg több tágabb, absztraktabb matematikai struktúrában. A páros és páratlan számoknak sok alkalmazásuk és általánosításuk van a matematikában, ahol a nulla páros voltának meghatározható analógjai és következményei vannak.

### Nem páratlan
A nulla nem páratlan. Ezt a tényt gyakran kihasználják a matematikában: ha valamiből páratlan sok van, akkor nem lehet belőle nulla, tehát lennie kell legalább egynek belőle. Ez a triviális megfigyelés hasznos eszközt ad.
A gráfelmélet egy klasszikus eredménye szerint egy páratlan sok csúcsú gráfban van legalább egy páros fokszámú csúcs. Már ez az állítás megköveteli, hogy a nullát párosnak tekintsük: az üres gráf csúcsainak száma páros, és az izolált csúcsok fokszáma páros. A tétel bizonyításához többet látunk be: páratlan csúcsú gráfban páratlan sok páros fokú csúcs van. A bizonyításhoz összeadjuk az egyes csúcsok fokszámát; ez páros kell, hogy legyen, mert az élek számának kétszerese. Ez viszont csak úgy lehet, hogy páratlan sok páros fokú csúcs van. A tétel egy általánosítása a kézfogási lemma: bármely gráfban a páratlan fokszámú csúcsok száma páros.
A Sperner-lemma ugyanezen az elven működik. Ahelyett, hogy megkonstruálna egy jól színezett belső szimplexet, belátja, hogy páratlan sok ilyen van, tehát van legalább egy.
A lemma erősebb állítása természetesen következik abból, hogy (n + 1) + n páratlan, ahol a színezéseket irányítás szerint különböztetjük meg.

### A páros és a páratlan számok váltakozása

A természetes számok paritása rekurzívan definiálva

A nulla a páros természetes számok kiindulópontja. A nulla páros volta és a páros-páratlan számok váltakozása minden természetes szám paritását meghatározza. Formálisan:
- A nulla páros.
- (n + 1) páros akkor és csak akkor, ha n nem páros.

Ennek a definíciónak előnye, hogy csak a természetes számok axiómáira alapoz: a nulla létezésére és a rákövetkező függvényre. Ezzel a tulajdonsággal a definíció használhatóvá válik a számítógépi logikai rendszerek számára.
Ezzel a definícióval a nulla páros volta axiómává válik. Ez az axióma besorolható a Peano-axiómák közé. Egy hasonló konstrukció kiterjeszti a paritás fogalmát a transzfinit rendszámokra: minden limeszszám páros, a nullát is beleértve, és rákövetkezőjük páratlan.

Benne van-e az adott pont a sokszögben?

A számítógépi geometriából származó feladat: adva van egy pont és egy konkáv sokszög. Döntsük el, hogy a pont a sokszögben van-e! A feladat megoldásához egy félegyenest indítunk a pontból, és megszámoljuk, hányszor metszi a sokszög éleit. Ez a szám akkor és csak akkor páros, ha a pont a sokszögön kívül fekszik. Az algoritmus azért működik, mert ha a félegyenes elkerüli a sokszöget, akkor ez a szám nulla, és a pont a sokszögön kívül van. Mindig, amikor a félegyenes metszi a sokszög határát, a keresztezések száma paritást vált, és ugyanígy váltakozóan fekszik a pont a sokszögben és a sokszögön kívül.

Színezés két színnel

A gráfelméletben egy gráfot páros gráfnak nevezünk, ha csúcsai két részre oszthatók úgy, hogy nincs él a két csúcshalmazon belül. Másként: a páros gráfok azok a gráfok, amik két színnel színezhetők. Egy harmadik ekvivalens definíció szerint, ha egy összefüggő gráfban nincs páratlan kör, akkor a gráf páros. Ez az egyik irányba könnyen bizonyítható azzal, hogy két szín nem elég egy páratlan kör színezésére. A másik irányban, ha nincsenek páratlan körök, akkor egy v csúcstól elindulva és a csúcsokat a v csúcstól mért távolságuk paritása szerint színezve jó színezést kapunk. A v csúcs önmagától mért távolsága nulla, a nulla páros volta miatt más színt kap, mint a szomszédai, amik tőle mért távolsága egy.

### Algebra

2Z (kék) mint a Z részcsoportja

A nulla paritása, a páros számok zártsága az asszociatív összeadásra és az ellentettképzésre létrehozza a páros számok csoportját. Sőt, a páros számok csoportja az egész számok csoportjának részcsoportja, elemi példát adva a részcsoport fogalmára. A páros – páros = páros szabály megköveteli, hogy a nulla páros legyen; ez egy általánosabb mintát követ, ami kimondja, hogy egy additív csoport kivonásra zárt nem üres részhalmaza szintén csoport, ezért tartalmaznia kell a csoport neutrális elemét.
Mivel a páros egészek csoportja részcsoportja az egészek kommutatív csoportjának, ezért a páros számok csoportja normálosztó, és az egészeket két mellékosztályra osztja: x ~ y akkor és csak akkor, ha (x − y) páros, ahol ~ jelöli az egy mellékosztályba tartozás relációját. A nulla páros volta itt abban nyilvánul meg, hogy ez a reláció reflexív. Ez a reláció két mellékosztályt ad: a páros és a páratlan számokat, ami a kettő indexű részcsoportok példájaként szolgál. Szintén kettő az indexe páros permutációk által alkotott alternáló csoportnak a szimmetrikus csoportban, ami az összes n betűből alkotott permutációt tartalmazza. A páros permutációkat az jellemzi, hogy páros sok két elemet felcserélő permutáció, úgynevezett transzpozíció szorzatai. A szimmetrikus csoport egységeleme az identitás, ami transzpozíciók üres szorzata, és mivel a nulla páros, az identitás is páros permutáció.
Hozzávéve azt a szabályt, hogy egy egész számot páros számmal szorozva páros számot kapunk, a páros számok ideált alkotnak az egész számok gyűrűjében, és a fenti ekvivalenciareláció az ideálra vett faktorgyűrű elemeinek, a páros számok ideáljával, mint modulussal való számolásnak felel meg. Közelebbről, k ≡ 0 (mod 2). Ez a megfogalmazás hasznos a polinomok egész gyökeinek keresésében.

### Az üres halmaz
A nulla páros volta szemléltethető azzal, hogy az üres halmaz két egyenlő részre osztható. Két halmaz ugyanakkora, ha elemeik között bijekció létesíthető. Általában, egy A halmaz elemszáma páros, ha felosztható két részre, B-re és C-re úgy, hogy |B| = |C|, így |A| = 2|B| = 2|C|. Az üres halmaz triviálisan felosztható így: Ø = Ø ∪ Ø, ami mutatja, hogy 0 = |Ø| páros. Hasonlóan megmutatható, hogy a nulla minden számmal osztható.
Más szóval, egy véges halmaz elemszáma páros, ha van rajta fixpont nélküli involúció. Ekvivalensen, szabadon hat rajtuk a kettő rendű ciklikus csoport. Van ilyen involúció a nulla elemű üres halmazon: az üres függvény.
A fixpontmentes involúciókat azonban inkább a topologikus tereken tanulmányozzák. Ilyenek például az n dimenziós gömbökön az a leképezés, ami minden ponthoz hozzárendeli az átellenes pontot. Az üres halmazon az üres függvény is ilyen: a -1 dimenziós gömb átellenes pontjait rendeli egymáshoz.
Általában, egy zárt sokaságon csak akkor létezhet fixpontmentes involúció, ha Euler-karakterisztikája páros. Az Euler-karakterisztika a sokaságot topológiai szempontból jellemzi, és számos tételben szerepel. Az üres halmaz Euler-karakterisztikája nulla, mint minden páratlan dimenziós gömbnek, így páros. Ugyanez igaz minden páratlan dimenziós, irányítható sokaságra.

### A párosság fokozatai
Egyes definíciók szerint a kettő egyes többszörösei párosabbak, mint a többi. Eszerint egy néggyel osztható szám duplán páros, egy nyolccal osztható már triplán. Általában, a kettő minél nagyobb hatványával osztható egy szám, annál nagyobb mértékben számít párosnak. Mivel a nulla a kettő minden hatványával osztható, ezért a nulla az egyetlen végtelenül páros szám, így a legpárosabb szám.
Az ókori görögök már egyszeresen páros és duplán páros számokra osztották a páros számokat. A nulla duplán páros, mert többszöröse a négynek, ezért kétszer is osztható a kettővel. Általában, a nulla minden számmal osztható, így minden kettőhatvánnyal is, és a nulla ezen sajátossága több érdekes következménnyel jár.
A leggyakrabban előforduló gyors Fourier-transzformációs algoritmusban, a Cooley-Tukey-féle FFT algoritmusban a számok kettes számrendszerbeli alakjuk fordított bitsorrendje szerint rendezve jelennek meg. Ebben a rendezésben az a szám következik előbb, amelyik a kettő nagyobb hatványával osztható. A nulla kettő minden hatványával osztható, ezért mindig első lesz.
A kettőhatványok sorozata egy egyszerű sorozat, amiben a számok paritása növekszik. Érdekes matematikai módszerek kényszerítik ezeket a sorozatokat arra, hogy nullához tartsanak. Ezek egyike a diadikus számok megkonstruálása.

A diadikus egészek feketével jelölve. A nyilak a nullát és a kettő hatványait mutatják

A nulla nyilván többször osztható kettővel, mint bármely más szám. Minden n nem nulla egészre meghatározható n diadikus rendje, ami annak a legnagyobb kettő-hatványnak a kitevője, ami még osztója n-nek. Ez megegyezik a kettő kitevőjével a szám kanonikus alakjában, és ugyanannyi, ahányszor a számot kettővel el lehet osztani. Ezek egyike sem alkalmazható a nullára, aminek diadikus rendjét végtelennek definiálják. Ez a magasabb algebra egyik axiómájának speciális esete.

## A mindennapokban
A nulla páros volta fontos kérdéssé válik, amikor szabályozásra használják a számok paritását.

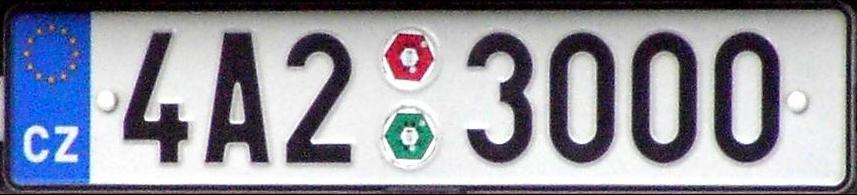
Mely napokon lehet használni ezt a kocsit szmogriadó alatt?

Szmogriadó esetén páros napokon a páros, páratlan napokon a páratlan számjegyre végződő rendszámú kocsik közlekedhetnek. A kiadott rendszámok fele a 0, 2, 4, 6, 8 jegyekre végződik, ami további okot ad arra, hogy a nullát párosnak tekintsük. A hatóságok külön fel is hívják erre az emberek figyelmét. A figyelmeztetés elmaradása miatt ez zavarhoz vezetett 1977-ben Párizsban. Páratlan napokon a rendőrök nem büntették meg azokat az autósokat, akiknek rendszáma nullára végződött, mert nem tudták, hogy a nulla párosnak számít-e.
Máskor a nullát különveszik a többi páros számtól. A kaszinó abban érdekelt, hogy mind a páros, mind a páratlan számokból kevesebb legyen, mint az összes szám. Ha a labda a nullára vagy a duplanullára esik, akkor a bank nyert mind a páros, mind a páratlan számokra tett játékosokkal szemben.
Az amerikai haditengerészet hajóin a hajóorról a tat felé nézve bal oldalon találhatók a páros, jobb oldalon a páratlan számmal jelzett kabinok. A nulla a középvonalon levő kabinok számára van fenntartva.
A nulla páros volta a fogadásokat is érinti, amikor kiderül, hogy egy véletlen szám nulla. Stan James bukméker javasolja a rulettszabály alkalmazását: azt, hogy ekkor a bank nyerjen.
A páros-páratlan játékban (ókori nevén: morrában) a két játékos tippel: páros, vagy páratlan lesz-e a felmutatott ujjak, babszemek, érmek, ... száma. Itt is felmerül a kérdés: ki nyer, ha mindketten nullát mutatnak? Egyes variánsokban ekkor döntetlent hirdetnek, más változatokban a páros nyer. Ezt a játékot alkalmasnak tartják arra, hogy a gyerekek megtanulják, hogy a nulla páros.

## Fordítás
- Ez a szócikk részben vagy egészben  a   Parity of zero című angol Wikipédia-szócikk fordításán alapul.  Az eredeti cikk szerkesztőit annak laptörténete sorolja fel. Ez a jelzés csupán a megfogalmazás eredetét és a szerzői jogokat jelzi, nem szolgál a cikkben szereplő információk forrásmegjelöléseként.